# Force Beck
Der Force Beck ist ein Wasserlauf im Lake District, Cumbria, England.
Der Force Beck entsteht bei Satterthwaite im Grizedale Forest aus dem Zusammenfluss von Fara Grain Gill und Grizedale Beck. Er fließt in südlicher Richtung und bildet mit dem Ashes Beck den Rusland Pool.